# 人生は上々だ
『人生は上々だ』（じんせいはじょうじょうだ）は、1995年10月13日から12月22日まで毎週金曜日21:00 - 21:54（JST）に、TBS系「金曜9時」枠で放送されたテレビドラマ。主演は浜田雅功（ダウンタウン）。

## あらすじ
ギャンブルに溺れ、複数のサラ金業者に追われる大上一馬（木村）は多田金融の取立て人内藤八郎（浜田）に捕まり返す当てのない借金の返済のためある計画を企てる。
借金に追われる男と、若い借金取り立て屋の間に芽生える奇妙な友情を描く。

## 登場人物
内藤 八郎
演 - 浜田雅功（ダウンタウン）
多田金融で借金の取立てをしている。饒舌な関西弁で相手をまくし立てるが、根は優しくお人好しな性格のため非情にはなりきれない性格。火事で家族を失った過去を持つ。元ボクサーだが、暴力沙汰による前科があり、仕事もなく途方にくれていたところを多田公平に拾ってもらったため、社長には頭が上がらない。愛称は「ハチ」。
大上 一馬
演 - 木村拓哉（SMAP）
顔は二枚目だが、定職に就かずギャンブルに明け暮れ借金に追われる若者。元は成績優秀な医大生だったが、自分の心無い発言で恋人（れい子）を自殺させてしまった罪悪感から、医者の道を諦めている。お調子者で、女性にもモテるがれい子の事が忘れられずにいる。
れい子との事がトラウマになり、キスが出来なくなっていた。
下村 七重
演 - 石田ゆり子
高級クラブでバイオリンを弾く清楚な女性。婚約者の借金の連帯保証人となってしまう。
松井 心
演 - 飯島直子
八郎の幼なじみでよき理解者。女手ひとつで、6人の弟を育てながら両親の経営する店を切盛りする。勝気な性格だが、女性らしい一面も持つ。
早乙女 佐織
演 - 戸田菜穂
大病院のお嬢様で銀行に勤める。一馬との出会いに運命を感じ、騙されていると知りながらも積極的にアタックする。
多田 公平
演 - 内藤剛志
八郎が勤める町金業者（多田金融）の社長でいわゆるヤクザ者。部下の失敗や裏切りに対し異常なまでの執念深さを持つ。
早乙女 賢次
演 - 峰岸徹
佐織の父親で早乙女病院の院長。
れい子
演 - 北浦共笑
一馬の元恋人。一馬の目の前で自殺した。この事がきっかけとなり、一馬はキスをする事がトラウマとなり出来なくなった。

## スタッフ
- 脚本 - 遊川和彦
- 演出 -　清弘誠、吉田秋生、難波一弘、伊佐野英樹
- プロデュース - 八木康夫
- プロデュース補 - 壁谷悌之
- 音楽 - 林哲司
- 主題歌 - SMAP「俺たちに明日はある」（ビクターエンタテインメント）
- 製作著作 - TBS

## 放送日程
| 各話                                                 | 放送日   | サブタイトル   | 演出       | 視聴率 |
| ---------------------------------------------------- | -------- | -------------- | ---------- | ------ |
| 第1話                                                | 10月13日 | 罪と罰         | 吉田秋生   | 23.1%  |
| 第2話                                                | 10月20日 | 人間の条件     | 吉田秋生   | 22.1%  |
| 第3話                                                | 10月27日 | どん底         | 清弘誠     | 17.1%  |
| 第4話                                                | 11月03日 | 弟よ           | 清弘誠     | 16.9%  |
| 第5話                                                | 11月10日 | 別離           | 難波一弘   | 19.7%  |
| 第6話                                                | 11月17日 | ラストチャンス | 難波一弘   | 21.0%  |
| 第7話                                                | 11月24日 | さようなら     | 伊佐野英樹 | 20.7%  |
| 第8話                                                | 12月01日 | 栄光と絶望     | 清弘誠     | 20.8%  |
| 第9話                                                | 12月08日 | 幸福のゆくえ   | 難波一弘   | 18.4%  |
| 第10話                                               | 12月15日 | さらば友よ     | 伊佐野英樹 | 20.8%  |
| 最終話                                               | 12月22日 | 永遠の友       | 清弘誠     | 20.9%  |
| 平均視聴率 20.1%（視聴率は毎日新聞視聴率欄より抜粋） |          |                |            |        |

## 受賞
- 第7回ザテレビジョンドラマアカデミー賞[2][3]
  - 助演女優賞（飯島直子）
  - ベストドレッサー賞（木村拓哉）

## 関連商品
- 人生は上々だ DVD-BOX（ポニーキャニオン、2009年4月24日発売）
- 人生は上々だ Vol.1 - Vol.5（ポニーキャニオン、1996年2月7日発売）